# Sarragachies
Sarragachies (gaskognisch: Sarragaishias) ist eine französische Gemeinde mit 220 Einwohnern (Stand 1. Januar 2022) im Département Gers in der Region Okzitanien; sie gehört zum Arrondissement Mirande.

## Geografie
Sarragachies liegt rund 43 Kilometer (Luftlinie) südöstlich der Stadt Mont-de-Marsan im Westen des Départements Gers und gehört zum Weinbaugebiet Côtes de Saint-Mont und zum Weinbrandgebiet Armagnac. Zahlreiche Gewässer entspringen oder durchqueren das Gemeindegebiet. Am Bedeutendsten sind die Flüsse Adour und Izaute. Zudem gibt es mehrere Staudämme und Teiche auf Gemeindegebiet. Im Süden der Gemeinde führt die D3 vorbei. Nächstgelegene Bushaltestelle ist Riscle an der Linie 940 Tarbes – Mont-de-Marsan.
Der Weiler Lacaussade liegt im Flusstal des Adour, das Dorf Sarragachies an einem südwärts gerichteten Hang nördlich des Flusstals und der Weiler Laleuge auf der Spitze dieser Anhöhe. Zur Gemeinde gehört zudem ein Teil des engen Flusstals der Izaute. 
Umgeben wird Sarragachies von den Nachbargemeinden Saint-Martin-d’Armagnac im Nordwesten und Norden, Sorbets im Nordosten, Termes-d’Armagnac im Osten, Izotges im Südosten, Riscle im Süden sowie Maulichères im Westen. 

## Geschichte
Die Gemeinde liegt historisch innerhalb der Gascogne und gehört dort zur Region Bas-Armagnac. Von 1793 bis 1801 gehörte Sarragachies zum Distrikt Nogaro. Zuerst trug Sarragachies den Namen Sarrgachies, ab 1801 den heutigen Namen. 1822 wurden die damals selbständigen Gemeinden Lacaussade (damals La Caussade;1821 191 Einwohner) und Laleugue (damals Laleugne;1821 150 Einwohner) eingegliedert.

## Bevölkerungsentwicklung
| Jahr                       | 1962 | 1968 | 1975 | 1982 | 1990 | 1999 | 2006 | 2018 |
| Einwohner                  | 303  | 312  | 319  | 296  | 271  | 265  | 258  | 234  |
| Quellen: Cassini und INSEE |      |      |      |      |      |      |      |      |

## Sehenswürdigkeiten
- Dorfkirche Saint-Barthélémy in Sarragachies
- Kapelle Notre-Dame in Laleugue
- mehrere Wegkreuze und Madonna-Statuen in Lacaussade, Laleugue und Sarragachies
- Denkmal für die Gefallenen in Sarragachies

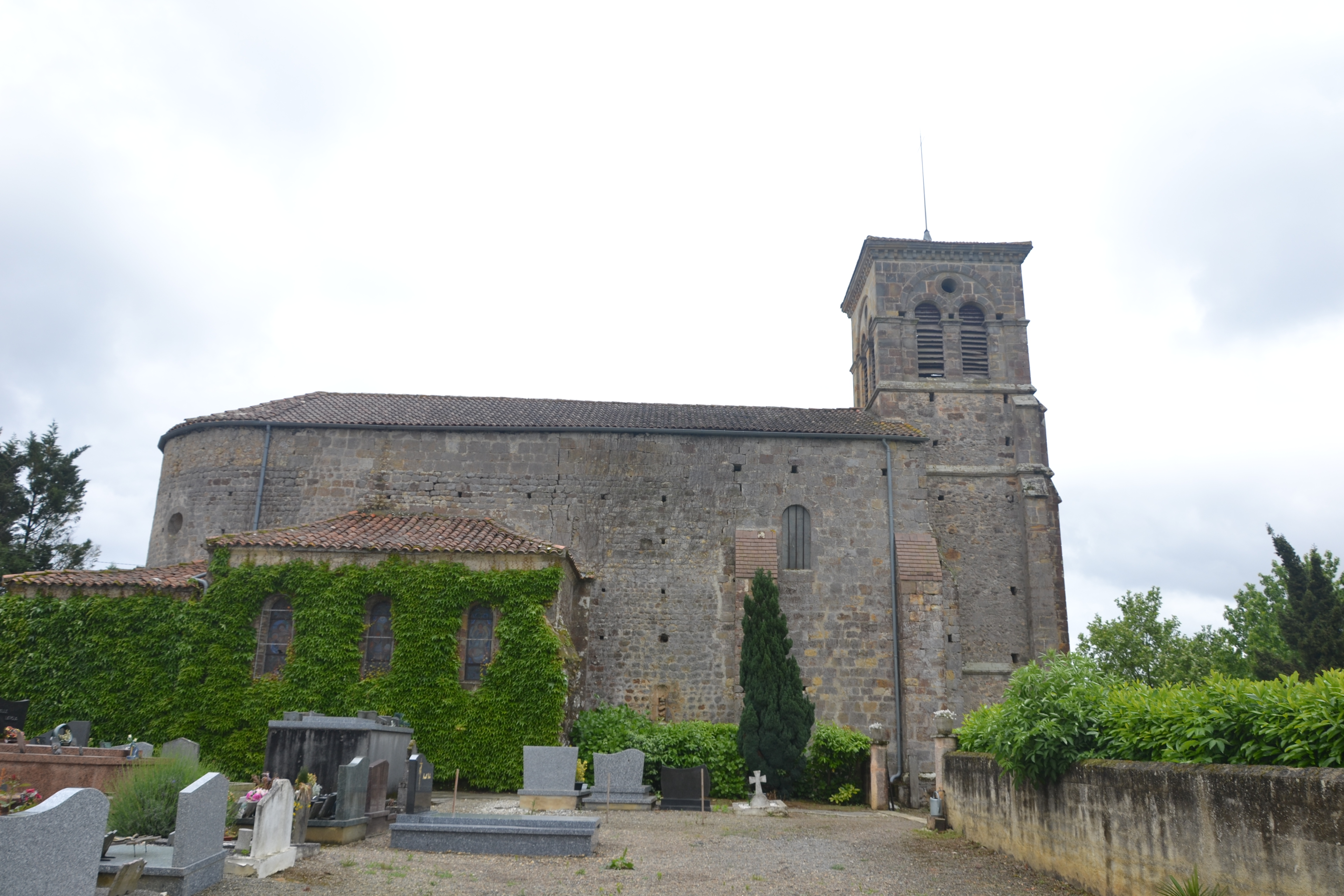
Dorfkirche Saint-Barthélémy
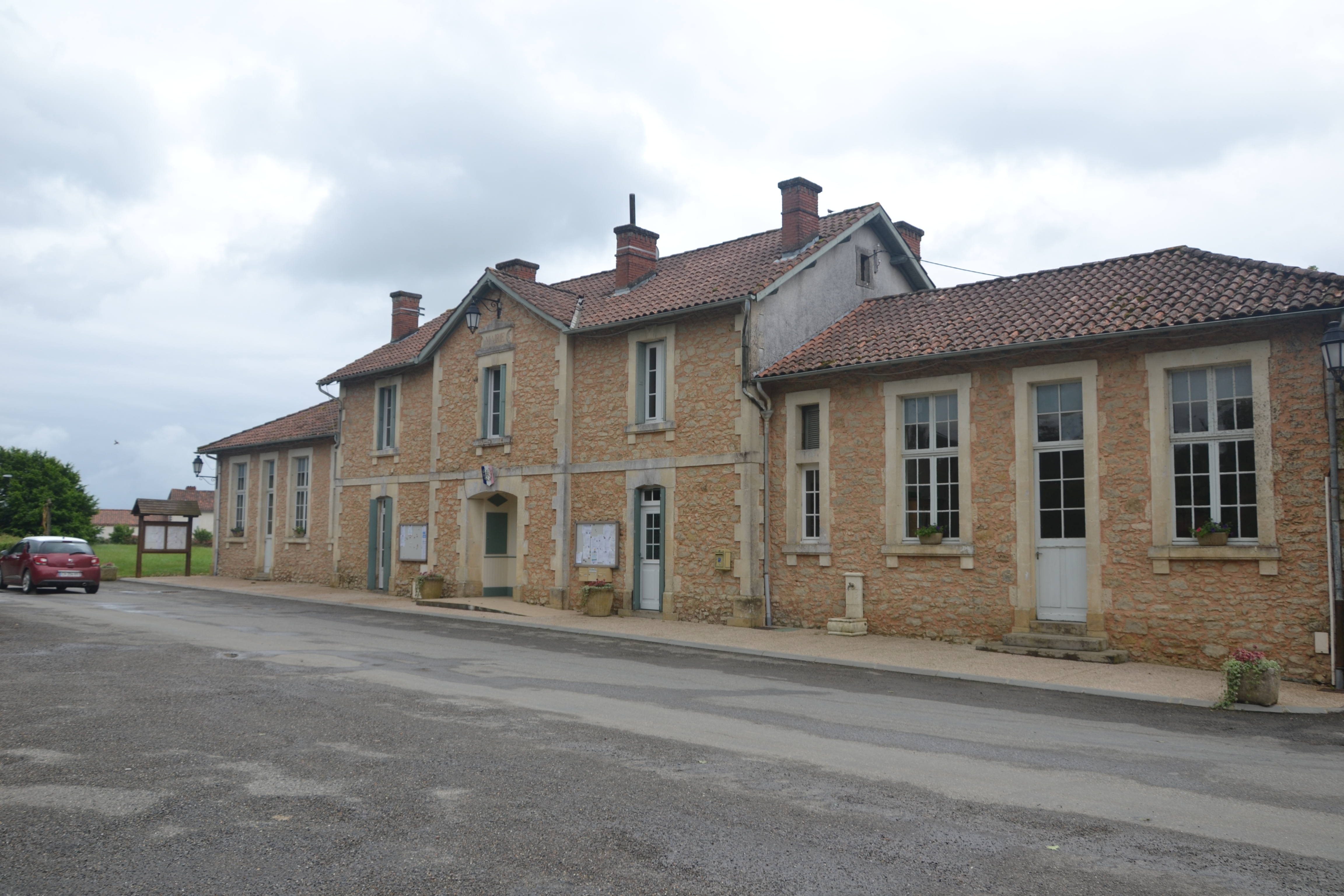
Mairie (Gemeindehaus) von Sarragachies
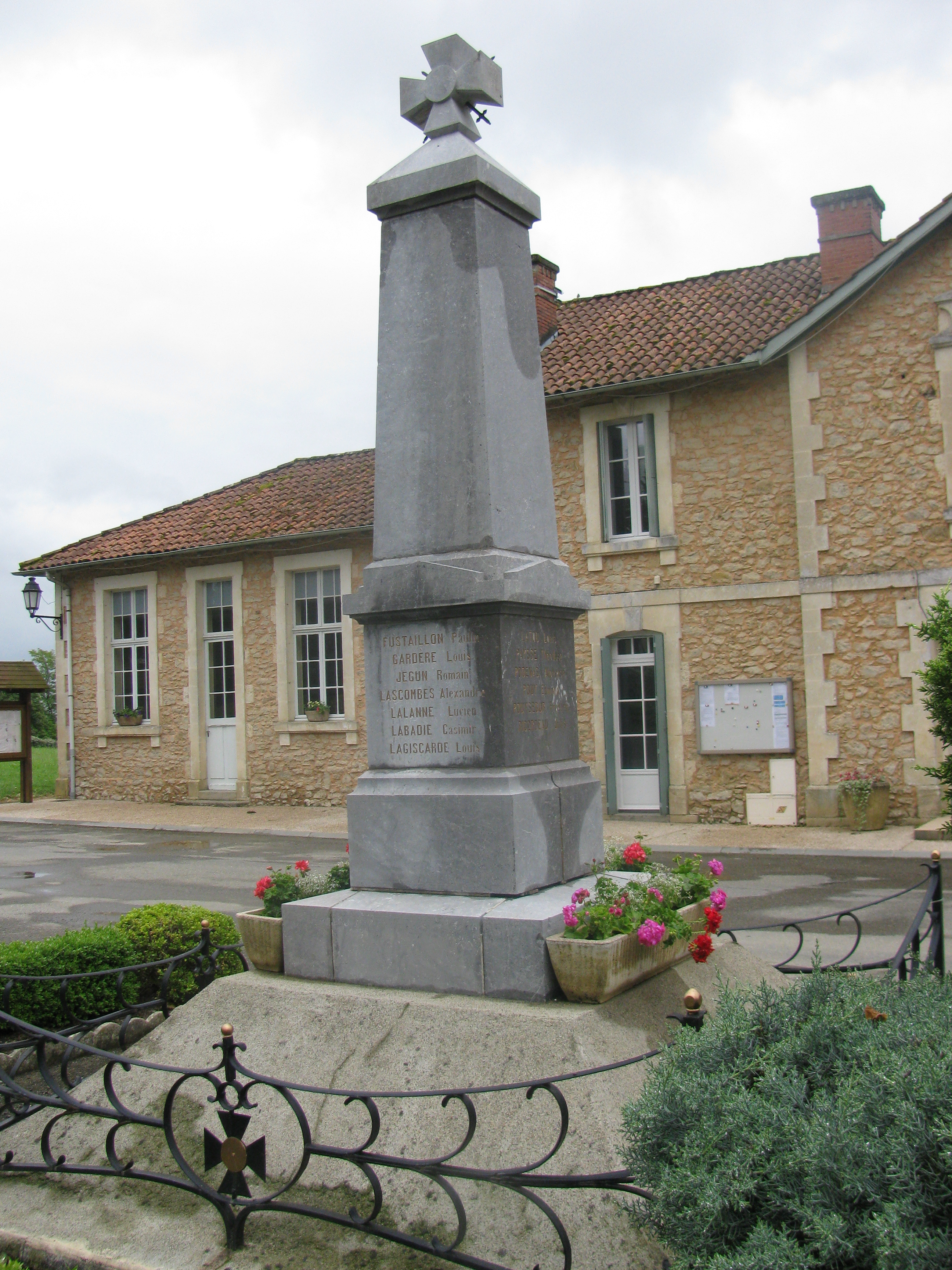
Denkmal für die Gefallenen
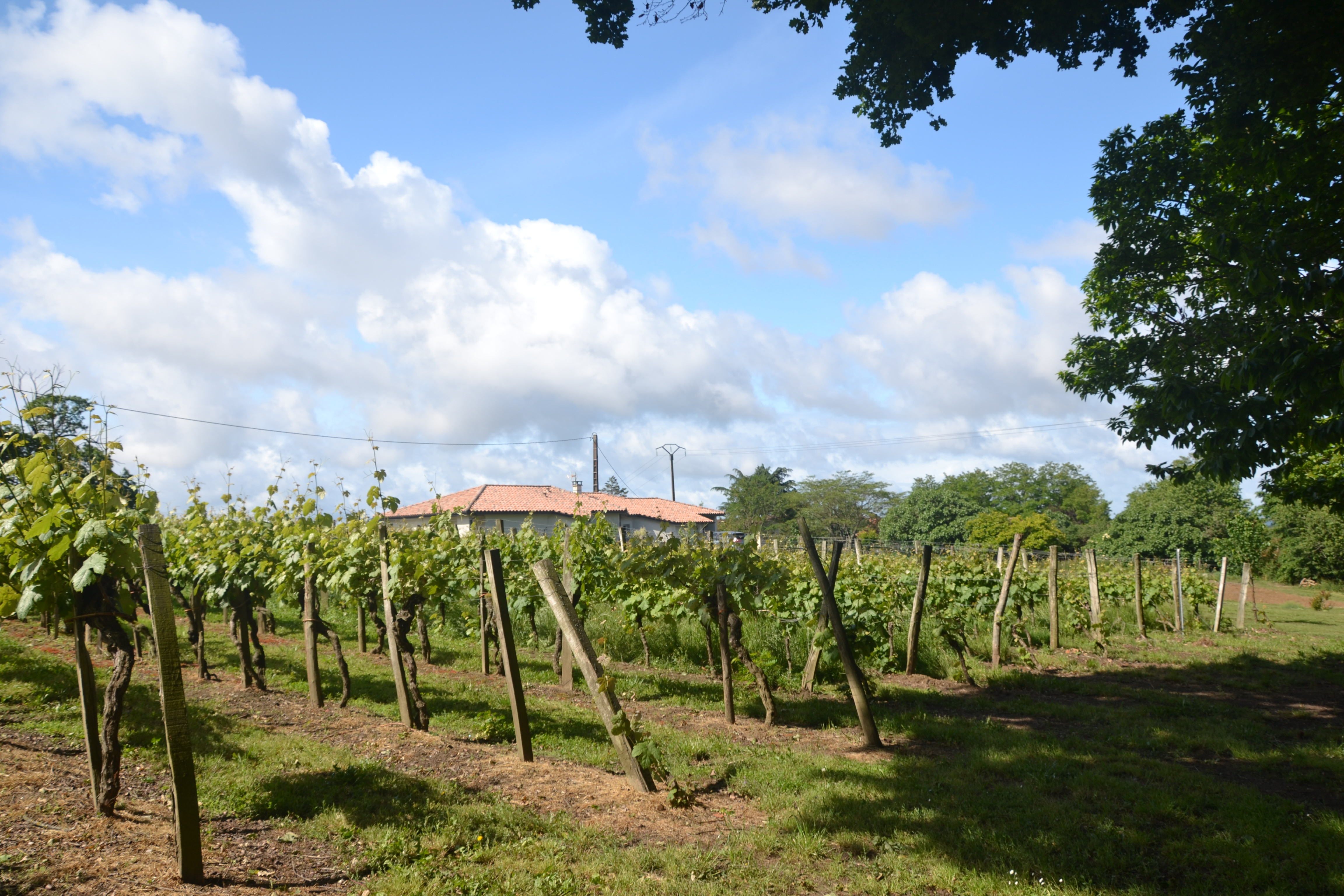
Weinberg bei Sarragachies